# Президентские выборы в Чили (1871)
Президентские выборы в Чили проходили 15 июня 1871 года по системе выборщиков. Либерально-консервативной союз выдвинул на выборах кандидатуру Федерико Эррасуриса Саньярту, в то время как националисты, радикалы и либералы, отколовшиеся от партии, голосовали за Хосе Томаса де Урменета. Единственный выборщик проголосовал за Алваро Коваррубиаса, хотя тот и не являлся официальным кандидатом. В результате выборов президентом стал Федерико Эррасурис Саньярту.

## Результаты
| Кандидат                    | Партия                                                         | Голоса | %      |
| Федерико Эррасурис Саньярту | Либерально-консервативной союз                                 | 226    | 79,30% |
| --------------------------- | -------------------------------------------------------------- | ------ | ------ |
| Хосе Томас де Урменета      | Национальная партия/Радикальная партия/ либеральные диссиденты | 58     | 20,35% |
| Алваро Коваррубиас          | —                                                              | 1      | 0,35%  |
| Всего                       |                                                                | 285    | 100%   |